# Holiday (Zvezdna vrata SG-1)
Holiday je naslov epizode znanstveno-fantastične serije Zvezdna vrata, v kateri ekipa SG-1 po naključju odkrije komoro, ki jo je izumil bivši sovražnik Goa'uldov Ma'chello. Daniel postane žrtev izuma, ki ga prestavi v telo starega in umirajočega človeka. Ma'chello v Danielovem telesu pobegne na Zemljo in prvič izkusi radosti tamkajšnjega življenja, medtem pa se Daniel znajde na smrtni postelji. Ekipa SG-1 pripelje komoro na poveljstvo, kjer pa O'Neill in Teal'c napravo po nesreči aktivirata. Zdaj se O'Neill znajde v Teal'covem telesu in obratno.